# Prieuré d'Échéry
 (janvier 2014).
Si vous disposez d'ouvrages ou d'articles de référence ou si vous connaissez des sites web de qualité traitant du thème abordé ici, merci de compléter l'article en donnant les références utiles à sa vérifiabilité et en les liant à la section « Notes et références ».
Le prieuré d’Échéry était situé à Sainte-Croix-aux-Mines. Il est fondé par Blidulphe, à partir d’un petit oratoire.

## Histoire
Blidulphe mena des travaux sur l’oratoire en ruine d'Échery fondé par Ermengarde, ou Hugues III duc d'Alsace, la femme de Lothaire Ier duc de Lorraine, qui daterait de l’an 838, et construit un monastère vers 938 et fit venir des religieux auxquels il procura de nouveaux revenus grâce semble-t-il à la découverte de gisements d’argent. Selon d’autres sources[Lesquelles ?] aurait été construit par le père d'Ermengarde, Hugues III en l'an 836 ou 838 ou Luitfried[Quoi ?]. Blidulphe, rompu aux sciences de l'art et des lettres et des procédés industriels, a sans doute commencé à exploiter le terrain à la recherche des filons métalliques. Une fois découvert, il a commencé à exploiter avec succès les minerais, puis à former de nombreux disciples. Ils ont sans doute défriché de vastes terrains autour du Petit Rombach et de Sainte Marie-aux-Mines et établis des forges pour façonner les métaux.
Plus tard, Blidulphe et Gundelach sont envoyés, par l’abbé Einold à Maximin de Trèves pour y coopérer à la restauration de la discipline religieuse à la demande du duc Frédéric de Lorraine. Après le décès d’Ogon, ils retournèrent à Gorze, puis de nouveau au fond d'une vallée des Vosges qu'ils appelèrent Lebrath, un petit espace renfermé entre les montagnes. Sur le revers de la hauteur qui fait face au midi, Bliduphe fit construire un oratoire qu'il appela Belmont. Bientôt, le lieu lui convenant, il fit construire une église plus spacieuse, en laquelle on a veu neuf autels dédiez selon sa dévotion[réf. incomplète]. Autour de cette église, Blidulphe construisit, selon la position du lieu, des bâtiments et un cloître à l'usage des moines. Il acquit en même temps quelques revenus et ayant réuni des frères, cet homme, dévot de Dieu, passa sa vie dans le célibat[réf. incomplète]. Après avoir séjourné quelques années à Moyenmoutier, Blidulphe revint au Val de Lièpvre avec Gundelach. Il y vécut plus d’une dizaine d’années, jusqu’en 975 et fut enterré dans l’oratoire qu’il avait fait construire trente sept ans auparavant.
Gundelach, son compagnon survécut encore quelque temps et fut inhumé dans le même endroit. D’après certains historiens, Blidulphe fut le fondateur du couvent d’Echéry qui remplaça l’oratoire construit en 838 par l’impératrice Ermengarde par une église en 938. D’autres pensent que Blidulphe fut le successeur d’Acheric et Guillaume[réf. incomplète]. L’abbé Grandidier indique que Blidulphe fut le restaurateur du couvent d’Échéry. Au XIIe siècle le monastère d’Échéry devint un prieuré dédié à Saint Benoît sous la dépendance de l’abbaye de Moyenmoutier, confirmé par le pape Innocent II en 1140 puis réduit en paroisse. Les moines du monastère d'Echéry sont restés dans la vallée du Xe au XIIIe siècle. Les droits de Moyenmoutier passèrent à la famille des nobles d’Échéry (Hoh-Echerich, cf. Sainte-Croix-aux-Mines); en 1317, Henri Waffler céda le couvent d'Echéry sous le patronage du diocèse de Strasbourg avec ses biens au couvent de Baumgarten Val de Villé) à la condition de verser tous les ans une redevance de 15 sous d’argent à l’abbaye de Moyenmoutier.

## L'exploitation des mines par les moines
Une croyance populaire établie au XVIIe siècle, ne reposant sur un aucun fondement archéologique, affirmait que le monastère d'Echéry devait se trouver sur la colline de Sur-l'Hâte, près de l'église de Saint-Pierre à Sainte-Marie-aux-Mines. Cette version était tellement répandue que certains ont cru voir d'anciens vestiges du monastère et un étang dans une dépression de terrain au milieu de prairies, au-delà du chemin de Sur-l'Hâte, à proximité de la montagne du Rimpi. Mais les traces que l'on a pu décerner proviennent d'une âge plus récent, peut-être d'un ancien boccard[Quoi ?] ou laverie de minerai qui se trouvait à cet emplacement. Si jamais, il a existé un monastère dans les environs de l'église de saint-Pierre-sur-l'Hâte, ce n'est certainement pas celui dont parle Richer de Senones et Jean de Bayon. Éloigné de deux lieues du château du Haut d'Echéry, le vallon de Saint-Pierre-sur-l'Hâte est complètement exposé au nord, tandis que selon Richer c'est sur le penchant d'une montagne exposé au midi que Blidulphe aurait érigé une cella qu'il appela Belmont. Plus bas, dans la même vallée de Lebrath ajoute Richer, Charlemagne avait autorisé la création d'un monastère en l'honneur de Saint-Denis. Il s'agit ici du prieuré de Lièpvre, fondé par Fulrad, abbé de Saint-Denis et richement doté par Charlemagne. La description qu'en donne Richer où Blidulphe a fondé un monastère, ne peut être que le vallon du Petit Rombach, qui débouche dans la vallée centrale, à une lieue du prieuré Saint-Alexandre de Lièpvre, près du château du Haut-Echéry. Les ruines de ce château sont encore visibles dans le vallon du Petit Rombach. C'est dans ce vallon que pouvait se situer Belmont, transformé d'abord en Jabelmont (en patois) dès le XVIe siècle, puis en Jaboumont au XVIIIe siècle dont le nom pourrait indiquer que la vigne y a été cultivée à une certaine époque sur la rive droite du ruisseau du Petit Rombach, à l'ouest du château. On trouve à cet endroit un canton rural désigné sous le nom de Bouille. On sait que dès le Xe siècle, la culture de la vigne a été introduite par les religieux qui étaient venus s'installer. Selon Jean Ruyr, Blidulphe fit élever des habitations conventuelles pour y loger les Bénédictins. Il a sans doute aussi fait construire des logements pour les ouvriers employés à l'exploitation minière. Ces habitations étaient connus au Moyen Âge sous la dénomination de buggi ou hugiae dont est dérivé le nom français bouger, et peut-être aussi le nom de Bougival que porte un petit vallon, au nord-ouest, qui se pointe en face du château d'Échéry. Les auteurs latins, emploie le terme de cella que les traducteurs de Richer au XVIe siècle traduisent par chambrette (il existe un lieu-dit à Rombach-le-Franc désigné sous ce terme qui fait frontière avec le village de Sainte-Croix-aux-Mines, qui pourrait indiquer un endroit où vécurent des moines, peut-être une maison de repos. Mais ce lieu-dit n'a probablement rien à voir avec le monastère d'Echéry, mais pourrait plutôt concerner le prieuré de Lièpvre, dont le banc de Rombach-le-Franc leur appartenait[réf. nécessaire]), cellule pour Ruyr, et oratoire pour Ravenez.